# Kriki in šepetanja
Kriki in šepetanja (švedsko Viskningar och rop) je švedski zgodovinsko dramski film iz leta 1972, ki ga je režiral in zanj napisal scenarij Ingmar Bergman, v glavnih vlogah pa nastopajo Harriet Andersson, Kari Sylwan, Ingrid Thulin in Liv Ullmann. Dogajanje je postavljeno v dvorec konec 19. stoletja, kjer se tri sestre in služkinja spopadajo z rakom ene od sester (Andersson). Služkinja (Sylwan) ji je blizu, ostali dve sestri (Ullmann in Thulin) pa kažeta čustveno distanco. 
Bergman je navdih našel v pripovedi svoje matere Karin Åkerblom o štirih ženskah v rdeči sobi. Glavno snemanje je potekalo leta 1971 v gradu Taxinge-Näsby. Ukvarja se s temami usode, ženske psihe in iskanja pomena v trpljenju, akademiki so v njem prepoznali tudi biblične aluzije. Premierno je bil prikazan 21. decembra 1972 v ZDA, 5. marca 1973 pa na Švedskem. Za razliko od njegovih zadnjih dveh filmov se je izkazal za finančno uspešnega in tudi prejel dobre ocene kritikov. Na 46. podelitvi je bil film nominiran oskarja v petih kategorijah, tudi za najboljši film, prejel pa nagrado za najboljšo fotografijo. Nominiran je bil tudi za dve nagradi BAFTA in zlati globus za najboljši tujejezični film.

## Vloge
- Harriet Andersson kot Agnes
- Kari Sylwan kot Anna
- Ingrid Thulin kot Karin
- Liv Ullmann kot Maria
- Anders Ek kot Isak
- Inga Gill kot Olga
- Erland Josephson kot David
- Henning Moritzen kot Joakim
- Georg Årlin kot Fredrik
- Linn Ullmann kot Mariina hči
- Lena Bergman kot mlada Maria